# 细花铁线莲
细花铁线莲（学名：Clematis tatarinowii），为毛茛科铁线莲属下的一个植物种。